# Французский референдум по самоопределению Новой Каледонии (1988)
Французский референдум по самоопределению Новой Каледонии проводился 28 июня 1988 года по Матиньонским соглашениям, которые устанавливали порядок самоопределения Новой Каледонии. Большинство избирателей (80 %) при невысокой явке (36,9 %) одобрило право жителей Новой Каледонии на самоопределение.
Вопрос, вынесенный на референдум, был следующий:
Approuvez-vous le projet de loi soumis au peuple français par le président de la République et portant dispositions statutaires et préparatoires à l’autodétermination de la Nouvelle-Calédonie?
Одобряете ли Вы проект закона, представленный французскому народу Президентом Республики, содержащий законодательные и подготовительные положения к самоопределению Новой Каледонии?

## Результаты
| Участие в референдуме:           |            |         |
| Бюллетеней опущено               | 14 028 705 | 36,89 % |
| Не голосовало                    | 23 997 118 | 63,11 % |
| Всего избирателей                | 38 025 823 | 100 %   |
| Опущенные бюллетени:             |            |         |
| Действительных                   | 12 371 046 | 88,18 % |
| Незаполненных и недействительных | 1 657 659  | 11,82 % |
| Всего голосов                    | 14 028 705 | 100 %   |
| Да и Нет:                        |            |         |
| Да (за)                          | 9 896 498  | 80,0 %  |
| Нет (против)                     | 2 474 548  | 20,0 %  |
| Всего                            | 12 371 046 | 100 %   |